# Jon Voight
Jon Voight (Yonkers, New York, 1938. december 29. –) Oscar-díjas és négyszeres Golden Globe-díjas amerikai színész, Angelina Jolie édesapja.

## Fiatalkora és családja
Jon Voight 1938. december 29-én született Elmer Voight és Barbara Camp gyermekeként. Édesapja szlovák nemzetiségű volt, eredetileg Elemír Vojtkának hívták. Nagyapja Juráj Vojtka, vagy másként Vojtka György Kassáról vándorolt ki az Egyesült Államokba. Édesanyja német emigránsoktól származik.
Tanulmányait az Amerikai Katolikus Egyetemen (Washingtonban) végezte el 1960-ban. 

## Pályafutása
1961-ben debütált a Broadwayen. A színész 1969-ben hívta fel magára a figyelmet az Éjféli cowboy című filmben nyújtott alakításával. A Hazatérés című filmért 1978-ban megkapta a legjobb férfi főszereplőnek járó Oscar-díjat. Még ugyanebben az évben Cannes-ban is elnyerte a legjobb színésznek járó díjat. Az 1980-as években összesen három filmben szerepelt. Az 1990-es években azonban újra több filmben feltűnt – Mission: Impossible (1996), A közellenség (1998).

## Magánélete
Második házasságából született lánya, Angelina Jolie révén is sokan ismerik. 2001-ben a Lara Croft: Tomb Raider című filmben együtt szerepeltek.

## Filmográfia

### Film
| Év   | Magyar cím                        | Eredeti cím                                                                   | Szerep                                         | Magyar hang          |
| ---- | --------------------------------- | ----------------------------------------------------------------------------- | ---------------------------------------------- | -------------------- |
| 1967 | Rettenthetetlen Frank             | Fearless Frank                                                                | Rettenthetetlen Frank                          |                      |
| 1967 | Fegyverek órája                   | Hour of the Gun                                                               | Bill 'Curly Bill' Brocius                      |                      |
| 1969 | Éjféli cowboy                     | Midnight Cowboy                                                               | Joe Buck                                       | Konrád Antal         |
| 1969 | Éjféli cowboy                     | Midnight Cowboy                                                               | Joe Buck                                       | Szakácsi Sándor      |
| 1969 |                                   | Out of It                                                                     | Russ                                           |                      |
| 1970 | A 22-es csapdája                  | Catch-22                                                                      | Milo Minderbinder főhadnagy                    | Tahi Tóth László     |
| 1970 | A 22-es csapdája                  | Catch-22                                                                      | Milo Minderbinder főhadnagy                    | Reisenbüchler Sándor |
| 1970 | A forradalmár                     | The Revolutionary                                                             | A                                              |                      |
| 1972 | Gyilkos túra                      | Deliverance                                                                   | Ed Gentry                                      | Sörös Sándor         |
| 1972 | Gyilkos túra                      | Deliverance                                                                   | Ed Gentry                                      | Szabó Sipos Barnabás |
| 1973 |                                   | The All-American Boy                                                          | Vic Bealer                                     |                      |
| 1974 | Conrack                           | Conrack                                                                       | Pat Conroy                                     | Tordy Géza           |
| 1974 | Az Odessa ügyirat                 | The Odessa File                                                               | Peter Miller                                   | Kautzky Armand       |
| 1974 | Az Odessa ügyirat                 | The Odessa File                                                               | Peter Miller                                   | Crespo Rodrigo       |
| 1975 | A bíró és a hóhér                 | Der Richter und sein Henker                                                   | Walter Tschanz                                 | Gálvölgyi János      |
| 1978 | Hazatérés                         | Coming Home                                                                   | Luke Martin                                    | Cserhalmi György     |
| 1979 | A bajnok                          | The Champ                                                                     | Billy Flynn                                    | Szakácsi Sándor      |
| 1982 |                                   | Lookin' to Get Out                                                            | Alex Kovac                                     |                      |
| 1983 | Asztal öt személyre               | Table for Five                                                                | J.P. Tannen                                    | Szersén Gyula        |
| 1985 | Szökevényvonat                    | Runaway Train                                                                 | Oscar 'Manny' Manheim                          | Rajhona Ádám         |
| 1985 | Szökevényvonat                    | Runaway Train                                                                 | Oscar 'Manny' Manheim                          | Sörös Sándor         |
| 1986 | Sivatagi felhő                    | Desert Bloom                                                                  | Jack Chismore                                  | Rosta Sándor         |
| 1990 |                                   | Eternity                                                                      | Edward / James                                 |                      |
| 1995 | Szemtől szemben                   | Heat                                                                          | Nate                                           | Kránitz Lajos        |
| 1996 | Mission: Impossible               | Mission: Impossible                                                           | Jim Phelps                                     | Ujréti László        |
| 1997 | Az esőcsináló                     | The Rainmaker                                                                 | Leo F. Drummond                                | Konrád Antal         |
| 1997 | Rosewood, az égő város            | Rosewood                                                                      | John Wright                                    | Koroknay Géza        |
| 1997 | Anakonda                          | Anaconda                                                                      | Paul Serone                                    | Barbinek Péter       |
| 1997 | Halálkanyar                       | U Turn                                                                        | vak férfi                                      | Gruber Hugó          |
| 1997 | Különösen veszélyes               | Most Wanted                                                                   | Adam Woodward tábornok / Grant Casey alezredes | Balázsi Gyula        |
| 1998 | A közellenség                     | Enemy of the State                                                            | Thomas Brian Reynolds                          | Konrád Antal         |
| 1998 | A közellenség                     | Enemy of the State                                                            | Thomas Brian Reynolds                          | Papp János           |
| 1998 | A bűncézár                        | The General                                                                   | Ned Kenny                                      | Szersén Gyula        |
| 1999 | Minizsenik                        | Baby Geniuses                                                                 | vezető társproducer                            |                      |
| 1999 | Prérifarkas Blues                 | Varsity Blues                                                                 | Bud Kilmer edző                                | Barbinek Péter       |
| 1999 | Kivert kutya                      | A Dog of Flanders                                                             | Michael La Grande                              | Cs. Németh Lajos     |
| 2001 | Zoolander, a trendkívüli          | Zoolander                                                                     | Larry Zoolander                                | Juhász György        |
| 2001 | Lara Croft: Tomb Raider           | Lara Croft: Tomb Raider                                                       | Lord Richard Croft                             | Tordy Géza           |
| 2001 | Pearl Harbor – Égi háború         | Pearl Harbor                                                                  | Franklin D. Roosevelt                          | Konrád Antal         |
| 2001 | Ali                               | Ali                                                                           | Howard Cosell                                  | Szokolay Ottó        |
| 2003 | Stanley, a szerencse fia          | Holes                                                                         | Marion Sevillo / Mr. Sir                       | Rajhona Ádám         |
| 2004 | Minizsenik 2.                     | Superbabies: Baby Geniuses 2                                                  | Bill Biscane / Kane                            |                      |
| 2004 | A mandzsúriai jelölt              | The Manchurian Candidate                                                      | Thomas Jordan szenátor                         | Perlaki István       |
| 2004 | A nemzet aranya                   | National Treasure                                                             | Patrick Gates                                  | Barbinek Péter       |
| 2006 |                                   | The Legend of Simon Conjurer                                                  | Dr. Crazx                                      |                      |
| 2006 | Fekete dicsőség                   | Glory Road                                                                    | Adolph Rupp                                    | Szersén Gyula        |
| 2007 |                                   | September Dawn                                                                | Jacob Samuelson                                |                      |
| 2007 | Transformers                      | Transformers                                                                  | Mr. John Keller védelmi miniszter              | Barbinek Péter       |
| 2007 | Bratz – Talpra csajok!            | Bratz                                                                         | Dimly igazgató                                 | Várkonyi András      |
| 2007 | A nemzet aranya: Titkok könyve    | National Treasure: Book of Secrets                                            | Patrick Henry Gates                            | Tordy Géza           |
| 2008 | A zsaruk becsülete                | Pride and Glory                                                               | Francis Tierney Sr.                            | Barbinek Péter       |
| 2008 | Négy karácsony                    | Four Christmases                                                              | Creighton                                      | Ujréti László        |
| 2008 | Amerikai ének                     | An American Carol                                                             | George Washington                              | Barbinek Péter       |
| 2008 | Trópusi vihar                     | Tropic Thunder                                                                | önmaga (cameo)                                 |                      |
| 2012 |                                   | Beyond                                                                        | Jon Koski                                      |                      |
| 2012 |                                   | Beatles Stories (dokumentumfilm)                                              | önmaga                                         |                      |
| 2013 |                                   | Baby Geniuses and the Mystery of the Crown Jewels                             | taxisofőr                                      |                      |
| 2013 | Versenyfutás az idővel            | Getaway                                                                       | rejtélyes hang                                 | Sörös Sándor         |
| 2013 |                                   | Dracula: The Dark Prince                                                      | Leonardo Van Helsing                           |                      |
| 2014 |                                   | Baby Geniuses and the Treasure of Egypt                                       | Moriarty                                       |                      |
| 2014 |                                   | The Final Song                                                                | vezető producer                                |                      |
| 2015 | A futball hite                    | Woodlawn                                                                      | Paul 'Bear' Bryant                             |                      |
| 2015 |                                   | Baby Geniuses and the Space Baby                                              | Moriarty                                       |                      |
| 2016 | Legendás állatok és megfigyelésük | Fantastic Beasts and Where to Find Them                                       | Henry Shaw Sr.                                 | Ujréti László        |
| 2016 |                                   | American Wrestler: The Wizard                                                 | Skinner igazgató                               |                      |
| 2017 | Ugyanúgy más, mint én             | Same Kind of Different as Me                                                  | Earl Hall                                      | Ujréti László        |
| 2017 | Ugyanúgy más, mint én             | Same Kind of Different as Me                                                  | Earl Hall                                      | Barbinek Péter       |
| 2018 | Túlélni a vadont                  | Surviving the Wild                                                            | Gus nagypapa                                   | Barbinek Péter       |
| 2020 |                                   | Roe v. Wade                                                                   | Warren E. Burger                               |                      |
| 2022 |                                   | Dangerous Game: The Legacy Murders                                            | Ellison Betts                                  |                      |
| 2022 |                                   | Desperate Souls, Dark City and the Legend of Midnight Cowboy (dokumentumfilm) | önmaga                                         |                      |
| 2023 |                                   | Mercy                                                                         | Patrick Quinn                                  |                      |
| 2024 |                                   | The Painter                                                                   | Byrne                                          |                      |
| 2024 | Megalopolisz                      | Megalopolis                                                                   | Hamilton Crassus III                           |                      |

### Televízió

#### Tévéfilm
| Év   | Magyar cím                       | Eredeti cím                        | Szerep                    | Magyar hang    |
| ---- | -------------------------------- | ---------------------------------- | ------------------------- | -------------- |
| 1991 |                                  | Chernobyl: The Final Warning       | Dr. Robert Gale           |                |
| 1992 | A Rainbow Warrior elsüllyesztése | The Rainbow Warrior                | Peter Willcox             |                |
| 1992 |                                  | The Last of His Tribe              | Alfred Kroeber professzor |                |
| 1995 | A rendíthetetlen ólomkatona      | The Tin Soldier                    | Yarik filmrendező         |                |
| 1995 | Börtönrodeó                      | Convict Cowboy                     | Ry Weston                 |                |
| 1998 | A zsarolás nagymestere           | The Fixer                          | vezető producer           |                |
| 2000 |                                  | The Princess & the Barrio Boy      | vezető producer           |                |
| 2002 | Második nekifutásra              | Second String                      | Chuck Dichter főedző      |                |
| 2003 |                                  | Jasper, Texas                      | Billy Rowles seriff       |                |
| 2004 | Öten a Mennyországból            | The Five People You Meet in Heaven | Eddie                     | Barbinek Péter |
| 2004 | Karate kutya                     | The Karate Dog                     | Hamilton Cage             | Gruber Hugó    |
| 2008 | 24 – A szabadulás                | 24: Redemption                     | Jonas Hodges              | Karsai István  |
| 2016 | Harc az örökségért               | JL Ranch                           | John Landsburg            |                |
| 2020 | Harc az örökségért 2.            | JL Ranch: The Wedding Gift         | John Landsburg            |                |

#### Sorozat
| Év        | Magyar cím                    | Eredeti cím                            | Szerep                                  | Megjegyzések                                   |
| --------- | ----------------------------- | -------------------------------------- | --------------------------------------- | ---------------------------------------------- |
| 1963      |                               | Naked City                             | Victor Binks                            | 1 epizód                                       |
| 1963      |                               | The Defenders                          | Cliff Wakeman                           | 2 epizód                                       |
| 1966      |                               | Summer Fun                             | ismeretlen szerep                       | 1 epizód                                       |
| 1966      |                               | NET Playhouse                          | ismeretlen szerep                       | 1 epizód                                       |
| 1966      |                               | Twelve O'Clock High                    | Karl Holtke százados                    | 1 epizód                                       |
| 1966–1969 |                               | Gunsmoke                               | Steven Downing / Cory / Petter Karlgren | 3 epizód                                       |
| 1967      |                               | Coronet Blue                           | Peter Wicklow                           | 1 epizód                                       |
| 1967      |                               | N.Y.P.D.                               | Adam                                    | 1 epizód                                       |
| 1968      |                               | Cimarron Strip                         | Bill Mason                              | 1 epizód                                       |
| 1993      | Texasi krónikák: A vad vidék  | Return to Lonesome Dove                | Woodrow F. Call százados                | minisorozat                                    |
| 1994      | Seinfeld                      | Seinfeld                               | önmaga                                  | 1 epizód                                       |
| 1999      | Noé bárkája                   | Noah's Ark                             | Noé                                     | - minisorozat - magyar hangja: - Tordy Géza    |
| 2001      | Lázadás                       | Uprising                               | Jürgen Stroop vezérőrnagy               | - minisorozat - magyar hangja: - Konrád Antal  |
| 2001      | Az égig érő paszuly legendája | Jack and the Beanstalk: The Real Story | Sigfriend 'Siggy' Mannheim              | - minisorozat - magyar hangja: - Papp János    |
| 2005      | II. János Pál – A béke pápája | Pope John Paul II                      | II. János Pál pápa                      | - minisorozat - magyar hangja: - Ujréti László |
| 2009      | 24                            | 24                                     | Jonas Hodges                            | 7. évad (10 epizód)                            |
| 2010      |                               | Lone Star                              | Clint Thatcher                          | 5 epizód                                       |
| 2013–2020 | Ray Donovan                   | Ray Donovan                            | Mickey Donovan                          | főszereplő                                     |

## Színházi szerepei
- Pillantás a hídról
- Rómeó és Júlia
- A vágy villamosa
- Hamlet főszerepei